# 穢翼的尤斯蒂婭
《穢翼的尤斯蒂婭》為AUGUST發行的戀愛冒險類型日本成人遊戲。2010年8月釋出全部主配角資料，2011年初推出體驗版，2011年4月28日和7月29日各發售於Windows平台運行的初回版和通常版。2014年2月，在電擊G's雜誌上宣布將移植到PSV平台，基於平台的性質問題，會取消娼婦部分的相關設定。實體版本《穢翼的尤斯蒂婭 Angel’s blessing》於同年6月26日發售，下載版本則於7月10日上架。2016年11月22日由DMM.com發售Windows平台和Android平台的新裝版。

## 世界觀
人類在久遠之前，由神所派遣的天使創造出來，身為天使的的創造物，受到天使的祝福與關愛，人類社會繁榮起來。然而漸漸地，在長期的繁榮裡，人類忘卻對於天使與神的崇敬，忘卻祈禱與對神與天使的感激，開始傲慢了起來。
人類的傲慢終於激怒了神，忍無可忍的神於是展開天譴。最初的悲劇大約發生在五百年前，神召回所有留在人間的天使，失去秩序的大地瞬間被混沌的洪流所吞沒。
然而，有位純潔的少女，一直沒有忘記神與天使的恩賜與祈禱，祈求神不要毀滅人類，在洪流將要毀滅世界時，她的誠心打動了神，神接受她的祈禱，少女所在的城市諾瓦斯·艾蒂爾因為她的禱告而漂浮起來。少女成功拯救人類，被稱為第一代聖女。
諾瓦斯·艾蒂爾這座漂浮的城市成為在毀滅洪流中，被天使與神賞賜的唯一方舟。

## 故事
雖然悲劇往往是不合理的，但是這場悲劇用不合理來描繪是不相稱的。
那一天，這個都市一角的多數人命一起崩落向大地。性別，年齡，人性，地位，經濟力……犧牲者的一切區別都不復存在，只是因為在那裡，他們的性命就被奪去。為什麼必須要死呢。無數的死有什麼意義嗎。沒有答案，留給在世的人們的是，沒有輪廓、迷茫的喪失感。
這就是被後世稱為《大崩落》的悲劇。
諾瓦斯·艾蒂爾，這座漂浮的城市，因受神與天使的關愛與榮寵而免於毀滅，在聖女的帶領下，恢復人類對於神與天使的信仰。聖女的贖罪祈禱代代相傳，巨大的都市得以留于空中。平穩的時代在繼續著，雖然比不上繁榮的時代，但都市確實在漸漸發展。但是，當聖女傳至第二十八代時，悲劇再次發生了。
悲劇在沒有任何預警下發生了，漂浮已久的城市大陸在沒有徵兆的情況下，都市的一角突然失去浮力。與崩落的岩盤一起，據說有數千人被吸入大地混沌之中，而這一大災難以《大崩落》之名，刻入人們的記憶之中。《大崩落》改變了都市的姿態。原本，這都市只分成貴族居住的「上層」，普通民眾居住的「下層」而已。可是，在崩落時產生的地震讓「下層」的一部地區下沉，形成一段被絕壁隔開的區域。
那個地帶，就是現在被稱為《牢獄》的區域。即使在《牢獄》剛崩落後不久時，那裡也是形同人間地獄。小巷內充滿遺體和負傷者，緊缺的物資使屍橫於街的死者不斷增加，在勉強挽回一些秩序之間的數年中，牢獄漸漸形成一個新的社會。 　
牢獄的各個角落裡充滿貧窮的人們，僅僅為了些許金錢就會有生命逝去，在財欲利益的淫威之下人之性命變的不值一提，盜竊和暴力更是家常便飯。
痛苦招致痛苦，悲劇創造悲劇，積滿的絕望淤塞奪走人們的光明，多數的人任由身體沉入其中。但是，誰又能責備他們呢。因為這才是《牢獄》的「日常」。
人民認為肇始原因是因為聖女疏於禱告，因此聖女被處死了。然而即使處死聖女已無助於平緩災害造成的創傷，僅能發洩不滿的情緒。崩落的災害區被王室撒手不理，成為被稱為《牢獄》的國家特別災害區。在此逆境下，「不蝕金鎖」的初代首領取代王室，重建殘破不堪的牢獄地區，「不蝕金鎖」成為牢獄地區如同王室般的存在，支配著牢獄的一切活動。
重建的牢獄成為大崩落後的都市最下層，神秘的羽化病蔓延其中，症狀是背上會長出翅膀，由於無法確認羽化病是否會傳染與產生危害，王室派出特殊部隊「羽狩」捕捉羽化病人進行療養院治療與研究。然而，這些被抓走的羽化病人再也不會出現，因為他們沒有一個能從療養院中出來...

## 登場角色
※聲：成人遊戲版聲優 / PS Vita版、廣播劇CD版聲優

### 主要角色
凱伊姆·阿斯托利亞（Caim Astraea，聲：大石惠三 / 近藤隆）
故事的主人公。童年時在「大崩落」中失去母親和兄長，並落入牢獄。
曾為了生活差點成為男妓，後被「不蝕金鎖」的前代頭目收留並安排訓練成為暗殺者，外號「血手」。
前代頭目過世後洗手退休，現在是自由工作者，主要接受「不蝕金鎖」的委託進行各種瑣碎工作，在退休後的現在，「血手」威名仍響徹整個牢獄，在工作上帶來不少便利。
在暗殺者時期意外贖回了流落妓院但還未被奪走身體的艾莉絲，其後就被艾莉絲一路糾纏，但是始終不願意接受她，其本人稱「這雙染滿血腥的雙手不配擁有她」。
於某次調查中意外發現尤斯蒂婭發出的光芒與大崩落時的光芒十分相似而收留她，並一起生活。
尤斯蒂婭·阿斯托利亞（Eustia Astraea，聲：森保しほ / 南條愛乃）
生日：3月14日　星座：雙魚座　血型：A型　身高：149.6cm　體重：39.1kg　三圍：79C/54/80
本作重要女主角。有著羽化病徵的少女，因為不明原因被貴族賣到牢獄。其真實身分是初代聖女的女兒。擁有淨化除自己以外的羽化症患者與黑霧的能力，亦可淨化後吸收能量為己用，增強自己的羽翼。作為施展淨化能力的代價，身體須承受和淨化力量等量的痛楚。
既沒有雙親也沒有撫養的家人，從懂事時開始，就已經作為下級僕人被使役著。即使擁有如此痛苦的人生，她還是非常的開朗，對周圍的人很平和。不太會和他人爭辯，常表現出弱氣的一面。
被賣到牢獄時遭黑羽襲擊，意外被前來調查的凱伊姆救下後便與其一起生活。被凱伊姆評為「像是簇生的向日葵般的少女」。
因為曾服侍貴族而擁有高超的家務能力，也養成了經常道歉的習慣，在與凱伊姆同住後理所當然地被自認是凱伊姆妻子的艾莉絲所敵視。
隨著和凱伊姆相處，對其互相產生好感，與此同時為城市的危機感到擔憂。遊戲最終章被魯基烏斯所迫害，為了拯救下層都市，選擇犧牲自己變成羽化天使型態淨化城市，自身肉體則化為光芒消散於大地之間。
艾莉絲·弗羅拉莉（Eris Floralia，聲：篠宮聖美 / 淺川悠）
生日：2月5日　星座：水瓶座　血型：B型　身高：158.8cm　體重：46.3kg　三圍：92E/56/85
在身體奪走前就被凱伊姆從妓院贖回，目前在娼婦街以醫師的身分執業，其醫術頗受娼婦們好評。
由於是被贖回的，艾莉絲主張「妻子才是正業，醫生只是副業」，經常主動幫凱伊姆打理家務，然而遺憾的是，其家務水平與醫術水準成反比。
有著怕麻煩的冷漠個性，但卻對跟凱伊姆有關的一切事情抱有高度熱情，治療凱伊姆的傷勢時會超常發揮。認為「說『死』就有可能會真的死掉」。凱伊姆稱其為「應該先治一治自己頭腦的女人」。
聖女伊蓮（Saint Irene，聲：遠野そよぎ / 岡嶋妙）
生日：10月20日　星座：天秤座　血型：A型　身高：155.3cm　體重：42.7kg　三圍：80B/55/82
在28代聖女因大崩落而被處死後繼任的第29代聖女，真正的名字是柯萊特·阿那斯塔西亞。為讓城市漂浮而每日規律的在聖堂禱告，也因此很少出現在民眾面前，但由於肩負著龐大使命與信任，在民眾心中地位崇高。
由於雙目失明被民眾稱為「盲目的聖女（盲目の聖女）」，但在聖域中卻可以看見東西，個性耿直而不服輸，對於天使抱持著絕對的信仰。
在孤獨寂寞時會彈奏豎琴（拉菲莉雅教她的），偶爾會有腹黑的情形出現，很多行為都和小孩子一樣天真。
莉西婭·德·諾維斯·尤利（Licia de novus Yurii，聲：海老原柚葉 / 中村繪里子）
生日：8月16日　星座：獅子座　血型：AB型　身高：146.0cm　體重：37.7kg　三圍：73A/52/76
王家首席公主，也是國家的第一順位繼承人。因國王病倒而代理主持政局。
由於沒有進行加冕儀式而被貴族戲稱為「無冠の女王」。不過其本人似乎完全不在意。個性開明活潑，很關心人民，甚至為了體驗庶民感甚至穿上女僕服煮飯曬衣，令王室僕役們大傷腦筋。
由於什麼事情都是被執政公所告知，所以認為外面的世界狀況並沒有很嚴重。
對牢獄的生活方式非常的好奇，因此和凱伊姆來一趟牢獄之行，在旅行的過程中見識到了牢獄中諸多不平等，而且沒道理的現象，以及牢獄的生活是如此困苦，還有髒亂的環境，都和執政公跟她說的完全不一樣，所以在凱姆的建議之下開始親自參與國家政事。
菲奧奈·希爾法莉亞（Fione Silvaria，聲：橘櫻 / 齊藤佑圭）
生日：11月9日　星座：天蠍座　血型：O型　身高：162.6cm　體重：48.9kg　三圍：87D/57/83
擔任為了捕捉羽化病人而設立的「羽狩」隊長（不過本人堅持是防疫局），因為憧憬著哥哥而進入羽狩，對於家族的榮譽非常注重。
對於娼婦街抱持厭惡因此與凱伊姆發生衝突。個性單純，一根筋的相信著社會中存在的正義並熱心於工作，但是其頑固的一面常常引發不必要的紛爭，不過其本身對此也有所自覺並努力改進中。
同時也公正無私，親手將背後長出翅膀的父親送進防疫局中。後來得知了治癒院的黑幕，在發現自己所做的事情完全和自己期望背道而馳的時候一度崩潰，在凱伊姆的開解勸說之下走出親手將父親送進治癒院的陰霾，並退出羽狩部隊。
對劍術頗有心得，對於自己的家族與被國王賜劍的爸爸感到自豪，與哥哥有關的東西常成為其情緒變化的導火線。

### 牢獄
席古弗利德·葛蘭杜（Siegfried Grado，声：四季路 / 三木真一郎）
「不蝕金鎖」當代頭目，先代頭目之子，與凱伊姆一起在牢獄長大的好友。就算凱伊姆現已脫離組織但仍相當信任著他，現在仍會將些重要的工作委託他。
他的性格仿佛象徵著混沌的牢獄般複雜。舉止雖是輕浮，性情卻是讓人捉摸不定。
梅爾特·羅格緹耶（Melt Logtie，声：赤白杏奈 / 麻見順子）
曾經是娼館的紅牌娼女，後被「不蝕金鎖」的先代頭目贖身。目前在娼婦街的入口處經營酒館「威諾萊塔」。
有大姐姐的氣息，從小時候便十分照顧凱姆和席古，因此十分了解凱姆的個性和情緒變化。有著非常高超的廚藝，在蒂婭的請求之下答應將自己一身的好廚藝傳授給她。
臉上明朗的笑容從未斷绝，彷佛是要跟缠繞在牢獄的絕望和不安對抗一樣。牢獄中少見的博愛主義者，即使是對羽化病患者也沒有任何偏見與歧視。
克羅蒂婭（Claudia，声：風華 / 本間ゆかり）
娼館「莉莉烏姆」的首席娼女。將沒有血緣關係的娼女們當成自己的妹妹一樣對待。其優雅的身段，穩重的言語，明顯與牢獄不符，但是她卻絕口不提過去的事情。
莉莎（Risa，声：波奈束風景 / 中島沙樹）
娼館「莉莉烏姆」的紅牌娼女。身材豐滿，擅長舞蹈。為了忘記在牢獄的辛勞，總是擺出活潑開朗的樣子，這點也讓凱伊姆感到無言。
愛莉斯（Iris，声：雪都さお梨 / 深田愛衣）
和克羅蒂婭及莉莎一起在娼館「莉莉烏姆」內工作的少女。有著和招待客人的工作非常不相稱的性格，一點都不獻殷勤，還非常毒舌，但她這點卻意外地深受客人們的歡迎。

### 上層都市
魯基烏斯·迪斯·米雷耶（Lucius dis Mireille，声：沖野靖廣 / 高橋廣樹）
作為改革派的旗手而名聲大噪的年輕新興貴族，羽狩部隊總隊長。
因為推進考慮民眾的政策和身為防疫局局長的工作的關係，除了獲得周遭的貴族們信任外，也深獲民眾們的一致好評。
性格相當溫厚，對上下關係也是相當寬大，但其實他總是深思熟慮，不會輕易說出真心話。
實際上是凱伊姆在大崩落時候所失蹤的哥哥（艾姆），原本凱伊姆拉住了他哥哥的手，不過因為自己的力量不夠拉他哥哥上來，甚至有可能兩個人一起掉下去。這時候他哥哥希望凱姆可以成為傑出的人，並將自己的份一起活下去然後就鬆開手，之後被貴族撿到後被誤認為是自己的兒子，從此便捨棄艾姆這個名字和外貌而成為魯基烏斯。
西斯提納·愛爾（Sistina Uyl，声：藍きっか / 武田華）
魯基烏斯的副官，對魯基烏斯非常敬重和信任。幹練的舉止和言語，讓人懷疑她和鲁基烏斯同属上層貴族。
性格上相當死板，不怎麼會將感情給表露出來，是一個完全不會應付玩笑話語的人。總是散發出如同冰山一樣的氣氛，對於不中意的對象就連聊天都不肯聊。相對她卻有著連凱姆都佩服的劍技。
對鲁基烏斯非常忠心，將自己的大部分精力都花费在為他做事上。
實際上是執政公的養女，並且被派遣到魯基烏斯身邊擔任間諜的工作，但是多年前就已告知魯基烏斯此事，並提供假的情報給執政公。
拉菲莉雅（Lavria，聲：桐谷華 / 種崎敦美）
聖女伊蓮的隨從。和聖女伊蓮一同生活在聖域裏，除了照顧她之外，還擔任著和聖堂裏的神官們連絡的職務。
在伊蓮（柯蕾特）就任聖女之前兩人就已相識，是小時候遇到的同伴，信任著負責支撐城市的她，不管是在用餐的準備還是儀式上的幫忙，在各方面都全力支持著她。
雖是負責擔任其他聖職者和聖女雙方面的連繫工作，但由於性格過於軟弱的關係，總是陷入不知該幫哪邊的狀態。
性格穩重而正直，但因為長時間生活在聖域中，非常缺乏對世间的常識。也因為身為聖職者的關係，對於凱姆和緹雅是很親切的來接待他們。
吉爾巴特·迪斯·巴修坦因（Gilbert dis Balstein，聲：長浜壱番 / 藤原啓治）
支持著國王的工作，擔當著名為「執政」的職務，貴族們一般稱他為「執政公」。為國家目前實質的掌權者，同時也是防疫局和治癒院的創辦者。
家庭出身並不是太好，但是憑借著在激烈的權力争奪中取勝而得到现在的地位。
在现在國王病倒，公主莉西婭年纪尚小的情况下，執政公所承擔的執責變得越來越沉重。
瓦利亞斯·梅斯納（聲：一條和矢 / 同左）
年輕時被國王賞識而被提升為骑士，對國王的忠心無人可比。现在是統帥著王宮禁衛軍的近衛騎士團團長。
因為國王卧病在床，他一邊祈祷著王的康復，一邊竭盡全力維持著城裡的秩序。
非常受到前國王的信賴和倚重，甚至將自己的遺書交由他來保管，並告知在適當的時候交給莉西亞公主。
個性非常穩重和嚴肅，平常熱衷於鍛鍊自身的劍術，同時也由於對自己的嚴格要求，因此很受到部下們的敬重和支持。
戈爾·露基娜（Gau Rugeila，聲：海原艾利娜 / 冰青）
凄婉的女劍士。《大崩落》時和凱姆一樣是在牢獄中長大的孤兒，被賣到娼館時獨自將要對她行暴的人全部殺掉，並且以殺人在牢獄中求存（使用雙劍的技巧出神入化），後來被上層的執政公收為屬下之後得到了「狂犬」的稱號。
為人殘酷，喜歡和殺有關的一切事物，同時對執政公效忠也只是為了要合理的殺更多人才做的，主要幫執政公打探情報以及暗殺反對者及其家屬，其實早就打聽到魯修斯要反叛的情報了（由魯休斯的副官得知），但是卻故意放縱，因為這樣才可以殺更多的人，非常中意凱伊姆，想要和他一對一的廝殺（因此也沒有遵守命令暗殺掉凱姆）。
在政變的最後服用福音的黑色藥粉，之後獲得了極大的力量和非人類的速度（背後還長出黑羽）來阻止莉西婭公主一行人，最後和近衛騎士團長進行一對一的廝殺，原本形勢大好，但是因為大意而被短劍插入頭部而亡。
蘭格·斯格羅普（Lang Scrope，聲：杉崎和哉 / 谷山紀章）
羽狩部隊的副隊長。身上噴滿了香水，非常敬仰羽狩部隊的隊長，個性高傲也有點自以為是。
在黑羽事件中假扮黑羽，但是被菲奧奈識破，之後便道出加入羽狩部隊是為了殺光那些長翅膀的人，而不是要幫助他們。
主要的原因是因為在年幼時親眼看著自己身為聖職者的母親被羽化症患者殺掉的情況，因此在他的心中埋下了對羽化症病患的仇恨。
最後被逮捕之後奪取同伴的劍自切頸動脈而亡。
納達爾·亞特雷德（Nudar Atraid，聲：紀之 / 杉山紀彰）
聖教會神官長，也就是居於眾神官之首的人，教會的實質業務都由他掌握。
為聖教會中的領導中樞，不過看法和聖女的意見多有衝突，為了維持教會的運作因此和上層的貴族保有良好的關係，有和執政公私下會面的情況。
對於信仰非常的虔誠，而且嚴守由初代聖女所編纂的聖戒，不過似乎知道都市飄浮並不是因為聖女的祈禱所致，是負責選定下一任聖女人選的負責人。
目前最高的權力掌握者，負責在國王生病時輔佐尚年幼的女王處理政事。

### 其他
庫格爾·希爾法莉亞（聲：片岡大二郎 / 松本保典）
菲奧奈的哥哥。在菲奧奈小時候失蹤。
整個黑羽事件真正的犯人，所長出的翅膀和一般羽化症病患的翅膀（白色）顏色不同，本身具有極為迅捷的速度以及如同怪物般的力量，還具有飛簷走壁的能力。
在事件中告訴男主角治癒院的真相，本身似乎是受到某種藥物的影響導致無法長時間維持理性，最後被菲奧奈家的傳家寶劍——恩賜之劍刺殺。
貝爾納德·斯代拉夫（Bernado Strauf，聲：睦月勇人 / 伊藤健太郎）
為「風錆」組織的老大，本來是「不蝕金鎖」副頭目。個性殘酷且不把部下的命當成是一回事。
實際上為「不蝕金鎖」前代頭目的兒子，但是由於沒有被授予不蝕金鎖頭目的位子，因此憤而脫離不蝕金鎖並另外創立風錆這個組織，常常和不蝕金鎖唱反調。
非常憎恨席古（不蝕金鎖當代頭目），認為自己才應該擔任不蝕金鎖的當代頭目，同時也知曉凱姆和艾莉絲之間所發生的事情。
有和上層貴族聯手在牢獄買賣麻藥，最後要在凱姆面前強暴艾莉絲的時候，被闖入的羽狩部隊隊長菲奧奈打斷並被逮捕，由於之前有殺害席古下屬的行為，因此最後被砍掉雙耳和鼻子流放至下界而亡。
博魯玆·葛蘭杜（聲：無 / 飯塚昭三）
席古的父親，「不蝕金鎖」先代頭目。已故。

## 主題歌
- 片頭曲
  - 歌 - Ceui / 作詞 - Ceui / 作曲 - 小高光太郎 / 編曲 - 小高光太郎・スミイ酸 / MIX - スミイ酸

- 片尾曲
  - 歌 - Ceui / 作詞 - hanon / 作・編曲 - Ceui / MIX - スミイ酸

- 插曲
  - 歌 - Ami Fujisaki / 作詞 - さなぎ / 作・編曲 - 藤井亮太 / MIX - スミイ酸

- 插曲
  - 歌 - ЯIRE / 作詞 - ЯIRE / 作・編曲・MIX - Thomas Bianco

## 相關作品

### 設定集
TECH GIAN スーパープレリュード「穢翼のユースティア」（Enterbrain）
發售 - 2010年12月24日 / ISBN 978-4-04-726980-4
刊載角色介紹文章與設定資料。封面是5位主要女主角。附錄DVD中收錄體驗版、桌布。
穢翼のユースティア ビジュアルファンブック（Enterbrain）
發售 - 2011年9月9日 / ISBN 978-4-04-727541-6
PC遊戲的Visual fan Book。封面是尤斯蒂婭。

### 漫畫
穢翼のユースティア
2012年4月26日至2013年6月26日連載於角川書店旗下雜誌《月刊Comp Ace》（2012年9月26日暫停連載），兩本漫畫單行本於2012年12月26日至2013年7月26日發售。
穢翼のユースティア コミックアンソロジー
一迅社在2011年7月25日發售的漫畫選集共1冊（ISBN 978-4-7580-0641-5）。

### 小說
穢翼のユースティア
作者是佐々宮ちるだ，由HARVEST出版發售共5冊。
| 副標題                       | 發售日         | ISBN                   |
| ---------------------------- | -------------- | ---------------------- |
| 黒き羽（フィオネ篇）         | 2011年11月25日 | ISBN 978-4-434-16147-6 |
| 蒼き月（エリス篇）           | 2011年12月20日 | ISBN 978-4-434-16148-3 |
| 白き聖女（聖女イレーヌ篇）   | 2012年2月2日   | ISBN 978-4-434-16362-3 |
| 金色の王女（リシア篇）       | 2012年3月25日  | ISBN 978-4-434-16363-0 |
| 混沌の天使（ユースティア篇） | 2012年6月20日  | ISBN 978-4-434-16575-7 |

穢翼のユースティア Auld Lang Syne《過去編》
作者是沖田和彦，插畫是ぽんじりつ。由PARADIGM在2011年12月22日發售共1冊（ISBN 978-4-89490-647-1）。

## 評價
《穢翼的尤斯蒂婭》在日本美少女游戏与动画相关商品销售网站Getchu.com的2011年上半年销量榜上排名第一名；2011年4月排名第1；2011年全年排名第一名。ファミ通1333號的クロスレビュー給PSV版評分為29/40。

## 外部連結
- 穢翼のユースティア （页面存档备份，存于）AUGUST（日語）
- 穢翼のユースティア Angel's blessing （页面存档备份，存于）dramatic create（日語）
- 穢翼のユースティア （页面存档备份，存于）Entergram（日語）